# 후이신시제난커우역
후이신시제난커우역(惠新西街南口站)은 중국 베이징시 차오양구 샤오관 가도·허핑제 가도 접경의 후이신 서가·베이투청 동로·잉화위안 서가 교차로의 원대도(元大都) 유적공원 북쪽에 위치한 베이징 지하철 5호선,베이징 지하철 10호선의 환승역이다. 후이신 서가(惠新西街)의 남단에 위치하야 이 역명이 붙여졌으며, 후이난(惠南)이라고 줄여 쓰기도 한다. 이 역은 건설당시에는 베이투청둥루역(北土城东路站)이라 불렀다.

## 역 구조
후이신시제난커우역은 지하역이다. 5호선과 10호선과 대합실은 지하 1층에 있으며, 2개의 연결되지 않은 홀과 2개의 상대식 승강장이 설치되어 있다.10호선에서 반대방향으로 이동할 걍우 양쪽의 환승 통로로 가거나, 다음 층에서 5호선 승강장으로 가서 다른 엘리베이터로 이동해야 한다. 5호선 섬식 승강장은 지하 2층에 있다.
| (상행) | ■ 5호선 | 리수이차오 · 톈퉁위안베이 방면 |
| (하행) | ■ 5호선 | 융허궁 · 둥단 · 숭자좡 방면    |

| (내선 순환) | ■ 10호선 | 베이투청 · 즈춘루 · 하이뎬황좡 방면   |
| (외선 순환) | ■ 10호선 | 사오야오쥐 · 싼위안차오 · 궈마오 방면 |

### 대합실
후이신시제난커우역의 대합실은 각각 교차로의 북쪽과 남쪽에 위치하며, 10호선 승강장과 같은 층에 위치하며, 이중 북대합실은 운임구역으로 남북으로 구분되어 있다.

### 승강장
5호선 후이신시제난커우역 승강장은 후이신 서가(惠新西街)-잉화위안 서가(樱花园西街) 지하에 섬식 승강장으로 이루어졌다.
10호선 승강장은 베이투청 동로(北土城东路) 지하에 위치하고 있으며, 하층부의 5호선 승강장과 수직으로 배치되었으며 상대식 승강장으로 이루어졌다.
두 선의 승강장에는 모두 반밀폐형 스크린도어가 설치되어 있다.
5호선 승강장 남쪽 및 10호선 승강장 동쪽에는 각 1개의 단일 회차선이 있다. 이 역 남동쪽 상한에는 5호선과 10호선 사이의 연결선이 있다.
- 5호선 승강장 중앙 (2021년 2월)
- 10호선 외선순환 방면 승강장 (2021년 2월)

## 출구
총 4개의 출구가 있다.: A(북서), B(북동), C(남동), D(남서)
|                            |                                                                            |      |
|                            |                                                                            |      |
| 출구                       | 출구 인근                                                                  | 사진 |
| 出口 · A                   | 후이신 서가, 중항발전빌딩(中航发展大厦)                                    |      |
| 出口 · B                   | 베이투청 동로, 후이신리 소구, 중국일보사                                   |      |
| 出口 · C                   | 잉화위안 서가, 앵화원(樱花园), 중일우호병원, 대외경제무역대학              |      |
| 出口 · D                   | 잉화위안 서가、궈뎬 화원(国典华园)、성구 북리(胜古北里), 위안다두 유적공원 |      |
| 아이콘 설명: 휠체어 리프트 |                                                                            |      |

## 사고
- 2014년 11월 6일 오후 7시, 이 역에서 여성 승객이 승차 도중 스크린도어와 출입문 사이에 끼어 열차가 출발한 후 승강장에서 추락하여 병원으로 옮겨졌으나 숨졌다.[4]여성 사망자는 판샤오메이(潘小梅, 33, 허베이 청더 출신)로 알려졌다.[5]